# 騙子與小偷黨

宣傳「反對騙子與小偷黨」的海報

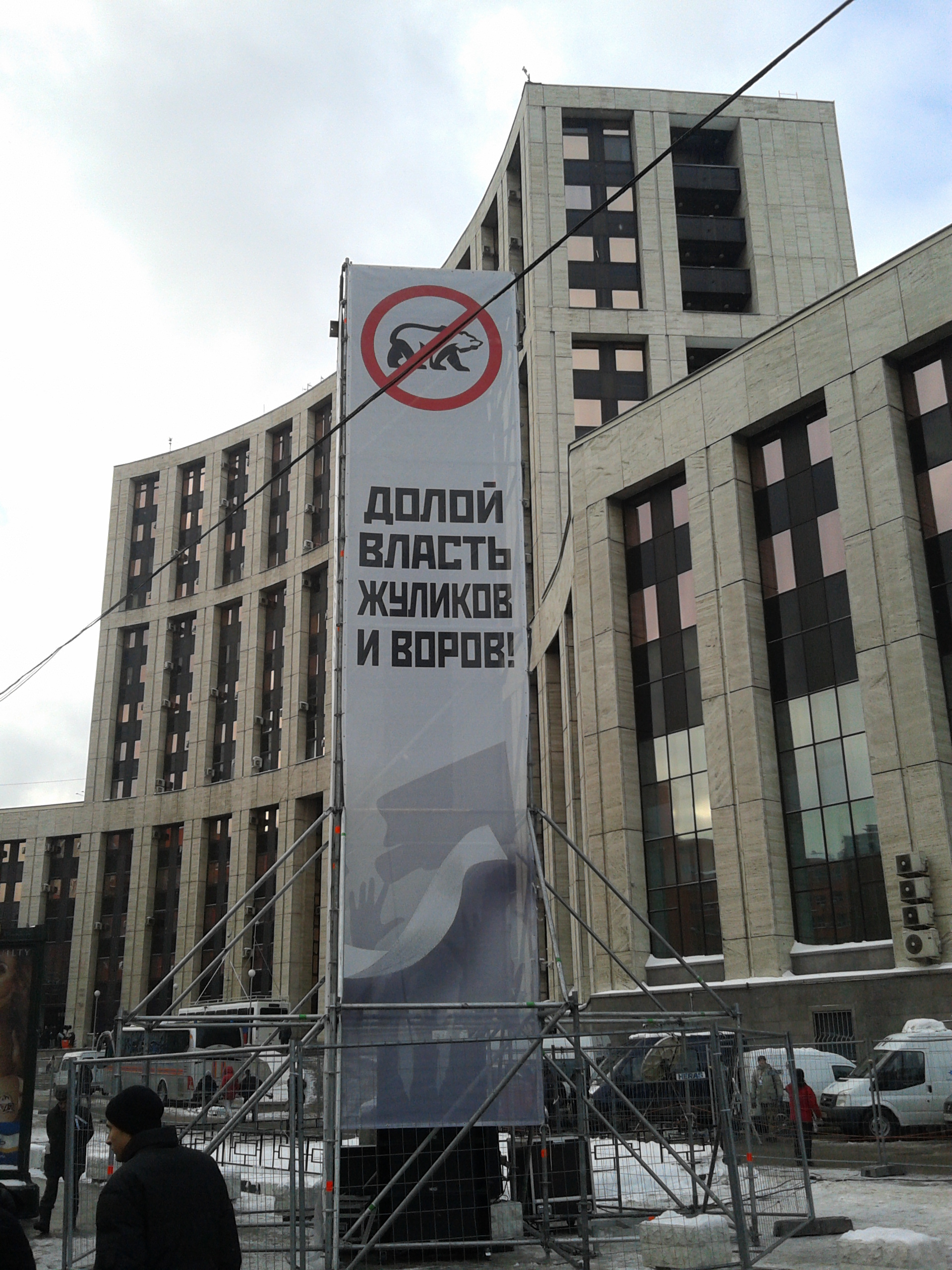
「放下騙子和小偷的權力！」

騙子與小偷黨（俄语：Партия жуликов и воров，简称），是俄羅斯反對派用來形容由普京領導的執政黨統一俄羅斯黨的貶義詞。由著名的部落客及反貪腐活動家阿列克謝·納瓦爾尼於2011年2月首創。

## 起源
2011年2月2日，在接受Finam FM電台採訪時，納瓦利内回答了關於統一俄羅斯的問題：
|  | 我認為統一俄羅斯黨很差。統一俄羅斯黨是腐敗的政黨，是騙子和小偷的政黨。 |

## 統一俄羅斯黨的反應
2011年10月11日，莫斯科柳布利諾區地方法院駁回了統一俄羅斯黨員弗拉基米爾·斯維里德對納瓦利内的訴訟。
2011年11月24日，在俄羅斯-1频道的節目辯論中，杜馬成員亞歷山大·金斯泰因（統一俄羅斯黨黨員）表示：
|  | 統一俄羅斯黨一直在工作，它致力於改變我們國家的生活水準。他們稱我們是「騙子與小偷黨」，我會回答他們作為「騙子與小偷黨」總比「殺人犯、性侵犯與小偷黨」來的好。 |

## 其他用法
中华人民共和国召开全国人民代表大会和中国人民政治协商会议会议时，中国环球电视网俄语频道在对俄罗斯的宣传视频中以中俄大学生说唱的方式使用了“骗子和小偷”的说法来介绍中国的反腐活动，引发一些俄罗斯媒体批评中国制作者不懂俄罗斯国情。

## 外部連結
- Net Impact. One man’s cyber-crusade against Russian corruption. – The New Yorker （页面存档备份，存于）, the first article about the popular expression in western media